# Риджуэй, Роберт
Роберт Риджуэй (также Риджвей англ. Robert Ridgway; 2 июля 1850, Маунт-Кармел, Иллинойс — 25 марта 1929, Олни, Иллинойс) — американский орнитолог.
Член Национальной академии наук США (1917).

## Жизнь и деятельность
Риджуэй ещё будучи подростком любил наблюдать за птицами, собирать и рисовать их. Воодушевлённый перепиской со Спенсером Фуллертоном Бэйрдом, в возрасте 14 лет он приступил к орнитологическим исследованиям.
Весной 1867 года Риджуэй сопровождал геолога Кларенса Кинга в исследовательской поездке вдоль 40-го градуса широты, которую он описал в 1877 году в своей работе Report on Ornithology of the Fortieth Parallel. С 1867 по 1869 год Риджуэй предпринял экспедиции в Калифорнию, Неваду, Айдахо, Юту и Вайоминг, где он собрал много птичьих шкур для Национального музея естественной истории (National Museum of Natural History).
В 1875 году он сочетался браком с Юлией Эвелин Паркер. Единственный сын пары — Одюбон Риджуэй — умер в 1901 году от воспаления легких. В 1879 году Риджуэй был назначен Спенсером Фуллертоном Бэйрдом, который стал между тем секретарём Смитсоновского института, куратором отделения птиц в Национальном музее естественной истории.
В 1883 году Роберт Риджуэй стал соучредителем Американского общества орнитологов. С 1898 по 1900 год он был президентом этой организации.
В 1899 году Риджуэй вместе с Джоном Мьюром и другими исследователями принимал участие в руководимой Эдвардом Генри Гарриманом экспедиции вдоль побережья Аляски, где проводились продолжительные исследования флоры и фауны Аляски.
В 1917 году Роберт Риджуэй был награждён медалью Национальной академии наук США. В 1919 году он получил медаль Американского общества орнитологов.

## Труды
Риджуэй написал примерно 500 статей, каталогов и книг, в том числе History of North American Birds (в сотрудничестве с Томасом Майо Брюером и спенсером Фаллертоном Бейрдом, 1875—1884; Land Birds, 3 тома, Water Birds, 2 тома), The Humming Birds (1892) и The Ornithology of Illiniois (1889—1895). В иллюстрировании его часто поддерживал брат Джон Ливцей Риджуэй (1859—1947). В 1886 году в своём труде A Nomenclature of Colors for Naturalists and Compendium of Useful Information for Ornithologists (Boston: Little, Brown & Co.) он опубликовывал одну из первых и самых важных цветовых систем определения птиц. В 1912 году он опубликовал объёмный труд о цветовой номенклатуре с заголовком Color Standards and Color Nomenclature, который финансировал его коллега и друг Хосе Кастуло Селедон из Коста-Рики. Определитель, в котором представлено 1 115 оттенков цвета, был для орнитологов, флористов и химиков равным образцовому труду.
Роберт Риджуэй описал 35 таксонов птиц, среди которых малый степной тетерев (Tympanuchus pallidicinctus), глазчатая кряква (Anas fulvigula), сибирский вьюрок (Leucosticte atrata) и ушастая сова Купера (Megascops cooperi). 
Большое число птиц были названы в его честь, это ацтекский дрозд (Ridgwayia pinicola), гаитянский канюк (Buteo ridgwayi), каравайка Риджвея (Plegadis ridgwayi), настоящая котинга (Cotinga ridgwayi) и бурошейный козодой (Caprimulgus ridgwayi).